# ليزي ليك
ليزي ليك (بالإنجليزية: Lazy Lake)‏ هي مدينة أمريكية تقع في ولاية فلوريدا. تبلغ مساحة هذه المدينة 0.1 (كم²)،ويبلغ عدد سكانها 24 نسمة حسب إحصاء سنة 2010 م 24.